# Жеста
Жеста (фр. Gestas) насеље је и општина у југозападној Француској у региону Аквитанија, у департману Атлантски Пиринеји која припада префектури Бајон.
По подацима из 2011. године у општини је живело 66 становника, а густина насељености је износила 30,14 становника/km². Општина се простире на површини од 2 km². Налази се на средњој надморској висини од 110 метара (максималној 194 m, а минималној 77 m).

## Демографија
| 1962. | 1968. | 1975. | 1982. | 1990. | 1999. | 2011. |
| ----- | ----- | ----- | ----- | ----- | ----- | ----- |
| 107   | 115   | 93    | 85    | 62    | 70    | 66    |

График промене броја становника у току последњих година